# Refracción (sonido)

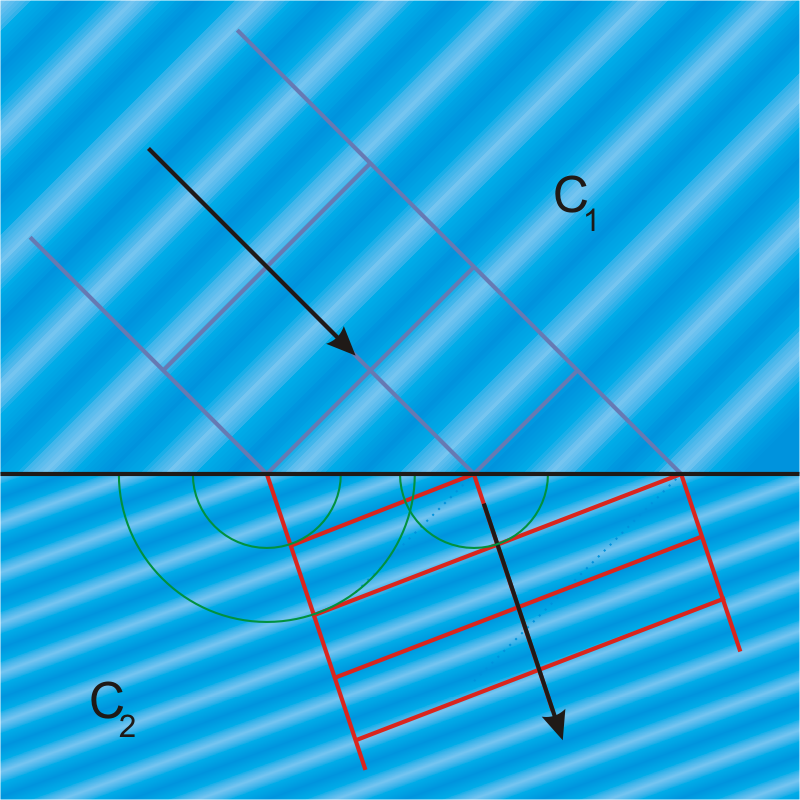
C1, es el sonido incidente; C2, el refractado.

La refracción es un fenómeno que afecta a la propagación del sonido, y que consiste en la desviación que sufren las ondas en la dirección de su propagación, cuando el sonido pasa de un medio a otro distinto.
La refracción es la curvatura de las ondas cuando entran en un medio donde su velocidad es diferente. La refracción con el sonido no es un fenómeno tan importante como con la luz, donde es responsable de la formación de imágenes por lentes, por el ojo, cámaras, etc. Sin embargo la curvatura de las ondas sonoras es un fenómeno interesante en el sonido.

## Reflexión del sonido
A diferencia de lo que ocurre en el fenómeno de la reflexión, en la refracción, el ángulo de refracción ya no es igual al de incidencia.

## Fenomenología
La refracción se debe a que al cambiar de medio, cambia la velocidad de propagación del sonido.
La refracción también puede producirse dentro de un mismo medio, cuando las características de este no son homogéneas, por ejemplo, cuando de un punto a otro de un medio, aumenta o disminuye la temperatura.
Ejemplo
Sobre una superficie nevada, el sonido es capaz de desplazarse atravesando grandes distancias. Esto es posible gracias a las refracciones producidas bajo la nieve, que no es medio uniforme. Cada capa de nieve tiene una temperatura diferente. Las más profundas donde no llega el sol, están más frías que las superficiales. En estas capas más frías próximas al suelo, el sonido se propaga con menor velocidad.
- Datos: Q3329682